# (89959) 2002 NT7
2002 NT7 هو كويكب من عائلة كويكبات أبولو يبدو مداره غريباً، تم اعتباره من الأجرام القريبة من الأرض ومن الأجرام كامنة الخطر. يساوي تقريباً 1.4 ك.م في القطر.

## الوصف
2002 NT7 أصبح أول جُرم فضائي مرصود من ناسا يأخذ تقييم إيجابي في مقياس تورينو ومقياس بالميرو، باحتمالية إصطدامه بالأرض في 1 فبراير 2019، وتم اكتشافه في 9 يوليو 2002، عن طريق فريق بحث لنكولن عن الكويكبات القريبة من الأرض (LINEAR) في موقع مختبرات لنكولن بالقرب من سوكورو، نيومكسيكو.
علي الرغم من التقارير الصحفية الملتهبة، إلا أن هذا الكويكب لديه فرصه صغيرة جداً في الإصدام بكوكب الأرض بما يعادل 1 في المليون. مزيد من المراقبة للكويكب قللت بسرعة درجة الخطر. في 25 يوليو 2002، تم تقليل مقياس الخطر له علي مقياس بالميرو إلي -0.25. علي الرغم من ذلك فإن اكتشاف كويكب مع معدل خطر 0.06 علي مقياس بالميرو كان حدث تاريخي للمشروع.
في 29 يوليو 2002، الاصطدام المتوقع في 1 فبراير 2019 قد ألغي، وبناءاً علي ذلك تم محو الكويكب من قائمة الحارس في 1 أغسطس 2002. والمعروف الآن أن الكويكب 2002 NT7 سوف يمر في 0.4078 وحدة فلكية (61,010,000 ك.م؛ 37,910,000 ميل) بالقرب من الأرض بأمان.
وفي 30 يناير 2020 سوف يمر الكويكب في 0.02718 وحدة فلكية (4,066,000 ك.م؛ 2,527,000 ميل) بالقرب من 2 باللاس.

## وصلات خارجية
- قائمة بالكويكبات والأجرام المحذوفة من خطر الأصطدام.
- الكويكب NT7 2002 في قاعدة بيانات مختبرات الدفع النقاث بناسا.
- الاكتشاف ـ التقويم الفلكي ـ المخطط المداري ـ العناصر المدارية ـ الخصائص الفيزيائية